# Ptycholaimellus ponticus
Ptycholaimellus ponticus is een rondwormensoort uit de familie van de Chromadoridae. De wetenschappelijke naam van de soort is voor het eerst geldig gepubliceerd in 1922 door Filipjev.